# 11194 Мірна
11194 Мірна (11194 Mirna) — астероїд головного поясу, відкритий 16 грудня 1998 року.
Тіссеранів параметр щодо Юпітера — 3,609.